# 항구토제
항구토제(抗嘔吐劑, Antiemetic) 또는 제토제(制吐劑), 진토제(鎭吐劑)는 구토 및 구역을 줄여주는 약물이다. 항구토제는 일반적으로 멀미와 오피오이드 진통제, 전신 마취제 및 암에 대한 화학 요법의 부작용을 치료하는 데 사용된다. 특히 환자가 탈수된 경우 심한 위장염에 걸릴 수 있기 때문에 항구토제를 사용한다. 

## 같이 보기
- 구토